# ماوريسيو أوليفا
ماوريسيو أوليفا هو سياسي هندوراسي، ولد في 8 مارس 1951 في تيغوسيغالبا في هندوراس. نشط حزبياً في الحزب الوطني. وقد انتخب President of the National Congress of Honduras ‏.